# Carolyn Jones
Carolyn Sue Jones (Amarillo, 28 aprile 1930 – West Hollywood, 3 agosto 1983) è stata un'attrice statunitense.
È nota al pubblico soprattutto per il ruolo di Morticia nella serie televisiva La Famiglia Addams.
È stata candidata all'Oscar alla miglior attrice non protagonista per il film La notte dello scapolo (1957)

## Biografia
Nata ad Amarillo, Texas, all'età di quattro anni fu abbandonata dal padre e si trasferì con la madre Jeanette e la sorella Bette dai nonni materni, sempre ad Amarillo. Durante l'infanzia soffrì di attacchi di asma. Nel 1947 entrò nella prestigiosa scuola del teatro Pasadena Playhouse, grazie anche al nonno materno che accettò di pagarle gli studi. Si laureò nel 1950 e cambiò radicalmente il proprio aspetto fisico, sottoponendosi anche a un intervento di rinoplastica. In quello stesso anno si sposò con l'attore Donald Gordon Donaldson, conosciuto al Pasadena Playhouse, da cui divorziò l'anno seguente.
Un talent scout della Paramount Pictures la notò in un provino e Jones debuttò sul grande schermo nel film Furore sulla città (1952) di William Dieterle. La crisi dell'industria cinematografica, dovuta principalmente al progressivo affermarsi della televisione, portò però la Paramount a non rinnovarle il contratto. L'attrice si rivolse pertanto al piccolo schermo e incontrò il giovane produttore Aaron Spelling, con cui convolò a nozze nell'aprile 1953; sarà lei a far intraprendere a Spelling una carriera di autore televisivo che raggiungerà traguardi da Guinness dei primati.
Raggiunse la fama nel 1956 con L'invasione degli ultracorpi di Don Siegel, un classico del filone fantascientifico. Nello stesso anno ebbe una piccola parte nel film L'uomo che sapeva troppo di Alfred Hitchcock. L'anno successivo consolidò il proprio successo con il dramma La notte dello scapolo (1957) di Delbert Mann, accanto a Don Murray, e interpretò un significativo ruolo nella pellicola La via del male (1958) di Michael Curtiz considerato il miglior film di Elvis Presley. La migliore interpretazione dell'attrice rimane probabilmente quella di Shirley Drake in Il prezzo del successo (1959), film che però non ebbe grande riscontro di pubblico. In coincidenza con il crescente successo ottenuto da Spelling, il rapporto con lui si incrinò. La coppia si separò nell'ottobre del 1963, mentre il divorzio venne pronunciato nell'agosto dell'anno successivo.

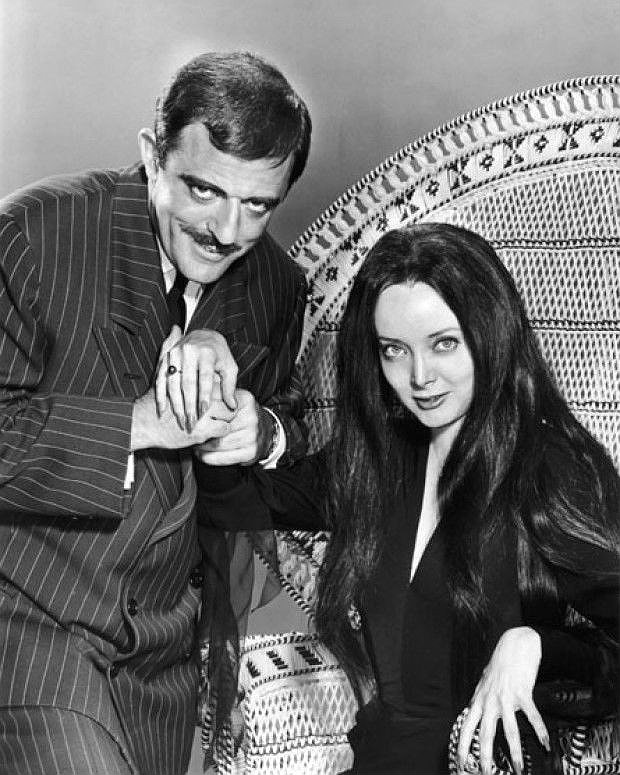
John Astin e Carolyn Jones nella serie La famiglia Addams

Nel 1964 Carolyn Jones interpretò la languida e sensuale Morticia nella serie La Famiglia Addams, fortunato telefilm che riprendeva i personaggi della famiglia Addams creati da Charles Addams per una serie di vignette sul periodico The New Yorker. Nonostante il grandissimo successo di pubblico, la serie venne interrotta dopo soli due anni. Per l'attrice iniziò un periodo di difficoltà finanziarie in cui ottenne un numero limitato di scritture, tra cui una partecipazione accanto a Glenn Ford nel western Il pistolero di Dio (1969) di Lee H. Katzin. Dopo un infelice matrimonio durato sette anni con Herbert Greene, con cui si era ritirata a Palm Springs,  tornò a Hollywood con l'intenzione di ricominciare. Interpretò con successo diversi ruoli in alcune serie televisive, fra cui Fantasilandia (1978), prodotta dall'ex marito Aaron Spelling.
Nel 1981 le venne diagnosticato un cancro al colon. Nonostante ciò, dal 1982 al 1983 interpretò il personaggio di Myrna Clegg nella soap opera Capitol. Continuò a lavorare sul set nonostante fosse ormai costretta su una sedia a rotelle. Nel settembre 1982, consapevole di essere in fin di vita, sposò l'attore Peter Bailey-Britton, a cui era sentimentalmente legata da cinque anni. Morì il 3 agosto 1983 a 53 anni e venne sepolta nel Melrose Abbey Memorial Park di Anaheim, California; aveva confidato alla sorella di volere l'epitaffio "Ha dato gioia al mondo", che però non venne scritto.

## Filmografia parziale

### Cinema
- Furore sulla città (The Turning Point), regia di William Dieterle (1952) (non accreditata)
- La principessa di Bali (Road to Bali), regia di Hal Walker (1952) (non accreditata)
- Polizia militare (Off Limits), regia di George Marshall (1953)
- La maschera di cera (House of Wax), regia di André De Toth (1953)
- Il grande caldo (The Big Heat), regia di Fritz Lang (1953)
- Geraldine, regia di R.G. Springsteen (1953)
- La fossa dei dannati (Make Haste to Live), regia di William A. Seiter (1954)
- La fortezza dei tiranni (The Saracen Blade), regia di William Castle (1954)
- Il colpevole è fra noi (Shield for Murder), regia di Edmond O'Brien e Howard W. Koch (1954)
- 3 ore per uccidere (Three Hours to Kill), regia di Alfred L. Werker (1954)
- Désirée, regia di Henry Koster (1954) (non accreditata)
- Quando la moglie è in vacanza (The Seven Year Itch), regia di Billy Wilder (1955)
- Il fidanzato di tutte (The Tender Trap), regia di Charles Walters (1955)
- L'invasione degli ultracorpi (Invasion of the Body Snatchers), regia di Don Siegel (1956)
- L'uomo che sapeva troppo (The Man Who Knew Too Much), regia di Alfred Hitchcock (1956)
- Sesso debole? (The Opposite Sex), regia di David Miller (1956)
- La notte dello scapolo (The Bachelor Party), regia di Delbert Mann (1957)
- Johnny Trouble, regia di John H. Auer (1957)
- Faccia d'angelo (Baby Face Nelson), regia di Don Siegel (1957)
- Vertigine (Marjorie Morningstar), regia di Irving Rapper (1958)
- La via del male (King Creole), regia di Michael Curtiz (1958)
- Imputazione omicidio (The Man in the Net), regia di Michael Curtiz (1959)
- Un uomo da vendere (A Hole in the Head), regia di Frank Capra (1959)
- Il giorno della vendetta (Last Train from Gun Hill), regia di John Sturges (1959)
- Il prezzo del successo (Career), regia di Joseph Anthony (1959)
- Lo zar dell'Alaska (Ice Palace), regia di Vincent Sherman (1960)
- Rapina a... nave armata (Sail a Crooked Ship), regia di Irving Brecher (1961)
- La conquista del West (How the West Was Won), regia di Henry Hathaway e John Ford (1962)
- Le astuzie della vedova (A Ticklish Affair), regia di George Sidney (1963)
- Il pistolero di Dio (Heaven with a Gun), regia di Lee H. Katzin (1969)
- L'uomo che doveva uccidere il suo assassino (Color Me Dead), regia di Eddie Davis (1969)
- Quel motel vicino alla palude (Eaten Alive), regia di Tobe Hooper (1977)
- Il peccato (Good Luck, Miss Wyckoff), regia di Marvin J. Chomsky (1979)

### Televisione
- The 20th Century-Fox Hour – serie TV, episodi 1x01-1x18 (1955-1956)
- Alfred Hitchcock presenta (Alfred Hitchcock Presents) – serie TV, episodio 1x13 (1955)
- State Trooper – serie TV, episodio 1x02 (1956)
- Wire Service – serie TV, episodio 1x21 (1957)
- Climax! – serie TV, episodio 3x29 (1957)
- Panico (Panic!) – serie TV, episodio 1x06 (1957)
- David Niven Show (The David Niven Show) – serie TV, episodio 1x10 (1959)
- June Allyson Show (The DuPont Show with June Allyson) – serie TV, episodio 2x08 (1960)
- The Dick Powell Show – serie TV, 3 episodi (1961-1962)
- La legge di Burke (Burke's Law) – serie TV, episodi 1x07-1x18 (1963-1964)
- La famiglia Addams (The Addams Family) – serie TV, 64 episodi (1964-1966) - Morticia Addams, Ofelia Frump
- Batman – serie TV, 5 episodi (1966-1967)
- Rango – serie TV, episodio 1x06 (1967)
- The Danny Thomas Hour – serie TV, episodio 1x07 (1967)
- Il virginiano (The Virginian) – serie TV, episodio 9x17 (1971)
- Ellery Queen – serie TV, episodio 1x21 (1976)
- Radici (Roots) – miniserie TV (1977)
- Halloween con la famiglia Addams (Halloween with the New Addams Family), regia di David Steinmetz – film TV (1977) - Morticia Addams
- Fantasilandia (Fantasy Island) – serie TV, 4 episodi (1979-1982)
- Capitol – serie TV, 786 episodi (1982-1987)

## Riconoscimenti (parziale)
- Premio Oscar
  - 1958 – Candidatura alla miglior attrice non protagonista per La notte dello scapolo

## Doppiatrici italiane
Nelle versioni in italiano delle opere in cui ha recitato, Carolyn Jones è stata doppiata da: 
- Rosetta Calavetta in Furore sulla città, La fossa dei dannati, 3 ore per uccidere, La notte dello scapolo, Imputazione omicidio, Un uomo da vendere, Il giorno della vendetta, Quel motel vicino alla palude
- Flaminia Jandolo in Il fidanzato di tutte, Sesso debole?, Quando la moglie è in vacanza
- Micaela Giustiniani in Vertigine, Lo zar dell'Alaska, La conquista del West
- Rina Morelli in La maschera di cera, Il prezzo del successo
- Fabrizia Castagnoli in La famiglia Addams, Halloween con la famiglia Addams
- Angiolina Quinterno in Radici, Capitol
- Dhia Cristiani in Il colpevole è fra noi
- Wanda Tettoni in Désirée
- Fiorella Betti in L'invasione degli ultracorpi
- Maria Pia Di Meo in L'uomo che sapeva troppo
- Renata Marini in La via del male
- Gemma Griarotti in Il pistolero di Dio
- Sonia Scotti in Batman (doppiaggio tardivo)